# Dark Light
Dark Light é quinto álbum de estúdio da banda finlandesa HIM, lançado em 2005.

## Faixas
1. "Vampire Heart" – 4:45
2. "(Rip Out The) Wings Of A Butterfly"  – 3:29
3. "Under The Rose" – 4:49
4. "Killing Loneliness" – 4:29
5. "Dark Light"  – 4:30
6. "Behind The Crimson Door"  – 4:34
7. "The Face Of God"  – 4:34
8. "Drunk On Shadows"  – 3:49
9. "Play Dead" – 4:36
10. "In The Nightside Of Eden"  – 5:39
11. "Venus (In Our Blood)" (faixa bônus)
12. "The Cage" (faixa bônus)
13. "Poison Heart" - vinil.